# هیرونوری ایشیکاوا
هیرونوری ایشیکاوا (انگلیسی: Hironori Ishikawa؛ زادهٔ ۶ ژانویهٔ ۱۹۸۸) بازیکن فوتبال اهل ژاپن است.
از باشگاه‌هایی که در آن بازی کرده‌است می‌توان به باشگاه فوتبال سانفریس هیروشیما اشاره کرد.